# Sthenelais anocula
Sthenelais anocula är en ringmaskart som beskrevs av Francis Day 1973. Sthenelais anocula ingår i släktet Sthenelais och familjen Sigalionidae. Inga underarter finns listade i Catalogue of Life.